# تنظير داخلي

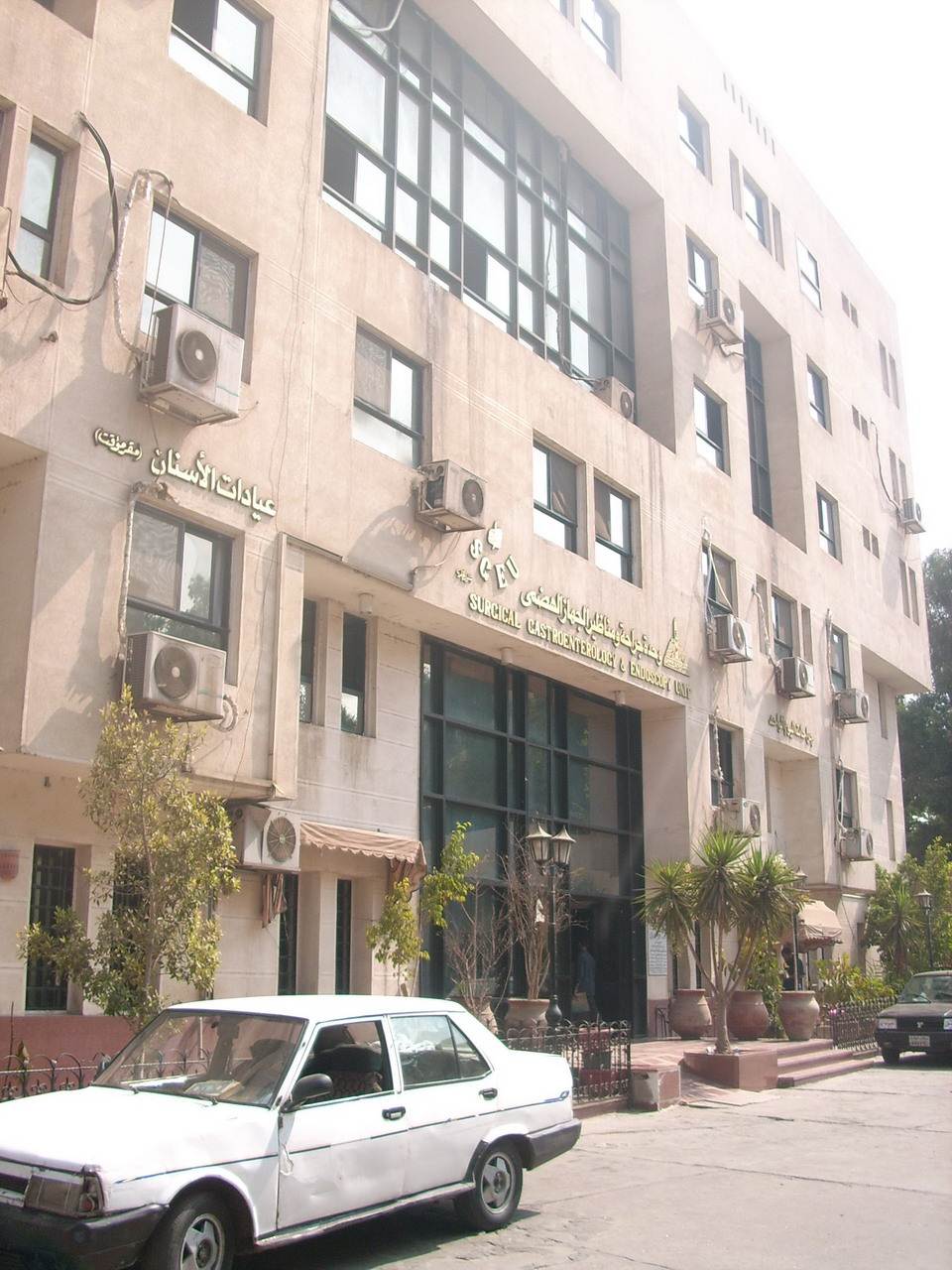
وحدة المناظير بكلية الطب جامعة عين شمس

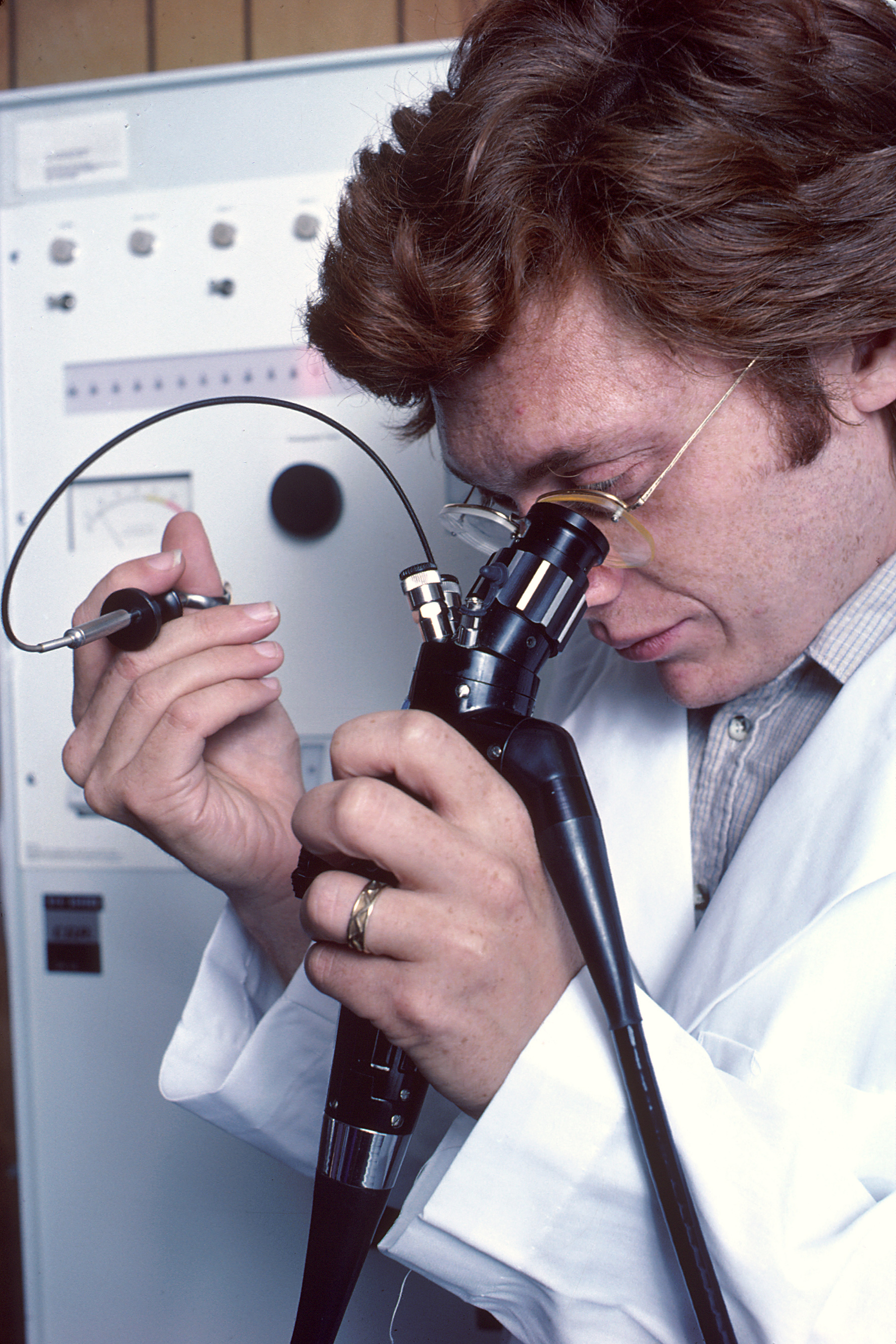
طبيب يقوم باستخدام ناظور باطني.

التنظير الداخلي أو التنظير الباطني أو المِجوافيّة (بالإنجليزية: Endoscopy)‏ تقنية النظر إلى داخل الجسم لأسباب طبية باستخدام المنظار الداخلي (بالإنجليزية: endoscope)‏". وخلافا لمعظم أجهزة التصوير الطبية، يتم إدخال المناظير مباشرة في العضو المراد فحصه. ويمكن أيضا استخدام المناظير في الحالات التي يكون فيها النظر بالعين المجردة غير مجدي مما يتطلب استخدام جهاز يحسن الرؤية.

## نظرة عامة
التنظير الداخلي هي طريقة تشخيصية وذلك عن طريق النظر إلى الأسطح الداخلية للأعضاء عن طريق إدخال أنبوب داخل الجسم. من الممكن أن يكون الجهاز مزوداً بأنبوب صلب أو مرن ولا يزود فقط بصور بصرية للأعضاء بغرض الفحص أو التصوير، بل أيضاً من الممكن أخذ عينات أو التقاط أجسام غريبة.
تعتبر عمليات التنظير غير مؤلمة بشكل نسبي، وعلى الأكثر تسبب إزعاجاً طفيفاً فقط عند التنظير لفحص الجهاز الهضمي.

## المكونات
يمكن أن يتكون المنظار من
- أنبوب صلب أو مرن.
- نظام إيصال الضوء الذي يستخدم في تسليط الضوء على العضو أو التجويف المراد فحصه. عادة ما يكون مصدر الضوء خارج الجسم ويتم نقل الضوء إلى الجسم عبر نظام من ألياف بصرية.
- عدسة تنقل المشهد للناظر (الطبيب) خلال الأياف الضوئية.
- قناة إضافية للسماح بدخول أي أدوات طبية قد يحتاج إليها الطبيب.

## الاستخدامات
تشمل المناظير عدة أنواع منها:
- مناظير القناة الهضمية وتشمل:
  - منظار المريء، المعدة والإثنى عشر.
  - مناظير الأمعاء الدقيقة.
  - مناظير القولون.
  - مناظير تكبير الصورة.
  - مناظير القناة الصفراوية (المرارة):
    - مناظير تصوير القنوات المرارية وقنوات البنكرياس (ERCP).

  - مناظير المستقيم والمنظار الشرجي.
- مناظير الجهاز التنفسي:
  - مناظير الأنف.
  - مناظير الجهاز التنفسي السفلي (مناظير الشعب الهوائية).
- مناظير الأذن.
- مناظير المسالك البولية (منظار المثانة).
- مناظير الجهاز التناسلي للأنثى:
  - مناظير عنق الرحم.
  - مناظير الرحم.
  - مناظير قناة فالوب.
- مناظير تجاويف الجسم المغلقة (من خلال فتحة صغيرة):
  - منظار البطن والحوض.
  - مناظير المفاصل.
  - مناظير الصدر.
- مناظير يتم استخدامها خلال فترة الحمل:
  - منظار السائل الأمنيوني (السائل الذي يحيط بالجنين).
  - مناظير الأجنة (للنظر للجنين).
- المناظير المستخدمة في عمليات التجميل.
- المناظير الثلاثية:
  - تجمع بين مناظير الحنجرة والمريء والقصبة الهوائية.
- المناظير المستخدمة في جراحة العظام:
  - جراحات اليد.
  - منظار فوق الجافية (أحد الطبقات المحيطة بالمخ).
- الاستخدامات الغير طبية للمناظير:
  - وجد مخططي المجتمعات المعمارية أن المنظار مفيد في التصور المسبق للنماذج المصغرة من المباني المقترحة والمدن (التنظير المعماري).
  - الفحص الداخلي للنظم التقنية المعقدة.
  - المناظير مفيدة أيضا في فحص العبوات الناسفة من قبل أفراد التخلص من القنابل.
  - يستخدم مكتب التحقيقات الاتحادي المناظير لإجراء المراقبة عبر مساحات ضيقة.

## تاريخها

### البداية
طور فيليب بوزينى المنظار الأول من نوعه عام 1806 في النمسا باستخدام ناقل ضوئي وكان غرضه استخدامه في فحص القنوات والتجاويف في جسم الأنسان. مع ذلك فإن أعضاء الجمعية الطبية في فيينا لم يوافقوا على مثل هذا الفضول. أدخل أول منظار داخل جسم الأنسان عام 1822 بواسطة الجراح وليام بومنت وهو جراح في الجيش الأمريكي. كان استخدام الضوء الكهربائي خطوة رئيسية في تحسين المناظير وتطويرها. في البداية استخدمت إضاءة خارجية في المناظير. لكن لاحقا ظهرت مصادر الضوء الصغيرة التي يمكن إدخالها للجسم وتم ذلك لأول مرة بواسطة تشارلز دافيد الذي إستخدمها في منظار الرحم. واستخدم هانز كريستيان مناظيرالبطن في استكشاف البطن والصدر عام 1910. كما استخدم هاينز كالك المناظير في تشخيص أمراض الكبد والحوصلة المرارية عام 1930. وضعت آمال كبيرة على المناظير في تشخيص حالات الحمل خارج الرحم وذلك عام 1937. في عام 1944، وضع راؤول بالمر مرضاه في وضع ترندلنبرج (وهو وضع يكون الرأس في مستوى أقل من باقي الجسم وتحتفظ القدم بالمستوى الأعلى) وقام بنفخ التجويف البطنى باستخدام بعض الغازات (الغاز المستخدم حاليا هو غاز ثاني أكسيد الكربون) وبالتالى تمكن من استخدام مناظير البطن في تشخيص وعلاج بعض أمراض النساء.

### ستورز
بدأ كارل ستورز إنتاج مناظير لإخصائيين الأنف والأذن والحنجرة في عام 1945. وكان قصده من تطوير هذه المناظير أن يمكن الأطباء من البحث داخل الجسم البشري. كانت التكنولوجيا المتاحة في نهاية الحرب العالمية الثانية لا تزال متواضعة للغاية حيث كان يتم إضاءة منطقة البحث والدراسة في المناطق الداخلية للجسم البشري بمصابيح كهربائية مصغرة، بدلا من ذلك، جرت محاولات لعكس الضوء من مصدر خارج الجسم من خلال أنبوب بالمنظار. قام كارل ستورز بوضع خطة مبينة على إدخال مصدر للإضاءة يكون مشرق جداً وبارد (حتى لا يتسبب في إتلاف الأنسجة) في نفس الوقت من خلال المنظار نفسه مما يتيح رؤية ممتازة وفي الوقت نفسه يسمح بنقل الصور من داخل الجسم وتسجيلها. مع أكثر من 400 براءة اختراع لعب كل منها دورا رئيسيا في إظهار الطريق إلى المستقبل، لعب كارل ستورز دورا حاسما في تطوير المناظير. كان الجمع بين المهارات والرؤى الهندسية لكارل ستورز وأعمال عالم البصريات هارولد هوبكنز الأساس لثورة في مجال البصريات الطبية.

### تطوير مناظير المعدة
ظهر منظار المعدة لأول مرة في عام 1950 على يد فريق ياباني من طبيب ومهندسي بصريات. عمل موتسو سوجيورا بالتعاون مع شركة أوليمبوس والدكتور تاتسورو أوجي ومرؤوسه، شوجي فوكامى على تطوير ما يعرف ب «الكاميرا المعدية». وكانت الكاميرا تتألف من كاميرا صغيرة ملحقة بطرف مصدر الضوء. بواسطة هذه الكاميرا كانوا قادرين على تصوير قرح المعدة التي كان من الصعب اكتشافها بواسطة الأشعة السينية والعثور على سرطان المعدة في مرحلة مبكرة.

### الألياف البصرية
في أوائل الخمسينيات تمكن هارولد هوبكنز من تطوير الألياف الضوئيه وهي عبارة عن حزمة متماسكة من الألياف الزجاجية المرنة القادرة على نقل الصورة، وكانت مفيدة على حد السواء طبيا وصناعيا. أدت البحوث المتتالية على هذه الألياف إلى تطويرها ومن ثم أدت إلى مزيد من التحسينات في جودة الصورة. شملت الابتكارات استخدام الألياف الضوئية في قناة إضافية، هذه الألياف متصلة بمصدر خارجي قوي للضوء، مما يؤدي إلى تحقيق مستوى عالي من الإضاءة التي كانت مطلوبة للعرض المفصل للعضو الذي يتم فحصه وكذلك التصوير بالألوان. (كان المتاح سابقا استخدام مصباح خيطي صغير على طرف المنظار مما لم يترك خيارا سوى الفحص في ضوء أحمر خافت أو زيادة الضوء لرؤيه أفضل مع وجود خطر إحراق الأنسجة الداخلية للمريض.) إلى جانب التقدم على الجانب البصري، جاءت القدرة على 'توجيه' طرف المنظار عن طريق وسائل للتحكم في يد الطبيب الذي يستخدم المنظار وكذلك الابتكارات في الأدوات الجراحية التي يمكن التحكم فيها عن بعد وهي داخل الجسم والتي يتم إدخالها من خلال المنظار نفسه. كان ذلك بداية لجراحات ثقب المفتاح (تعبير للدلالة على صغر الفتحة التي يفتحها الجراح في جسم المريض لإدخال المنظار) كما نعرفها اليوم.
قام البرتغالى فرناندو الفيس مارتينز باختراع أول منظار من الألياف البصرية عامي 1963-1964.

### عدسة المناظير
مع كل ذلك كانت هناك حدودا لجودة الصورة الملتقطة بواسطة الألياف الضوئية. يقال حديثا أن حزمة من 50,000 من الألياف الضوئية توفر صورة بجودة 50,000 بكسيل (وحدة قياس جودة الصورة), بالأضافة لذلك فإن الاستخدام المتكرر لهذه الألياف يؤدى إلى تكسيرها وتلفها وبالتالى نقص في جودة الصورة. في نهاية المطاف بعد أن يتم فقدان عدد كبير من الألياف يجب استبدال الحزمة كاملة (مما يؤدى إلى زيادة التكلفة). أدرك هوبكنز أن أي زيادة في تحسين الرؤية تتطلب نهجا مختلفا. المناظير الصلبة المستخدمة عانت من ضعف الضوء المستخدم وبالتالى من ضعف جودة الصورة الناتجة. كان من أصعب التحديات الحاجة لمرور آلات الجراحة والأضاءة في أنابيب المنظار والتي تكون محدودة بحدود الجسم البشرى مما يترك مجالا صغيرا للأجهزة البصرية. لهذا كان مطلوب عدسات صغيرة توفيرا للمساحة المحدودة اصلا ولكن ذلك كان في غاية الصعوبة من الناحية التصنيعية وكذلك من ناحية جودة الصورة الناتجة عن هذه العدسات الصغيرة. كان الحل الأنيق الذي أنتجه هوبكينز في أواخر الستينيات عبارة عن مجموعة من العدسات الصغيرة مع ملء الفراغات فيما بينها بقطع من الزجاج. كان هذا مناسب تماما لأنبوب المنظار. هذه العدسات كان من السهل التحكم فيها والتعامل معها حيث إنها وفرت الاستخدام الأمثل للمساحة المتاحة. مع حسن اختيار العدسات والزجاج المستخدم حدث تحول كبير في جودة الصورة الناتجة من المناظير حتى مع مناظير لا يتعدى قطر أنبوبها 1 ملليمتر. بفضل استخدام نظام ضوئي بهذه الجودة، كان من السهل تسكين الأدوات الجراحية ومصدر الضوء في الأنبوبه الأخرى بسهولة. مرة أخرى، كان كارل ستورز هو من أنتج أول هذه المناظير الجديدة كجزء من شراكة طويلة ومثمرة بينه وبين هوبكينز. بينما هناك أماكن في الجسم تتطلب مناظير مرنة (مثل القناة الهضمية), كانت الجودة الأستثنائية للمناظير الصلبة هي الأساس الذي جعل هذه المناظير أساس الجراحات الحديثة. تم تكريم هارولد هوبكينز لأنجازاته في مجال البصريات الطبية من المجتمع الطبي في كل أنحاء العالم وكانت أهم ملامح هذا التكريم عندما حصل على وسام رمفورد من الجمعية الملكية عام 1984.
التطهير: يعتبر تطهير المناظير حاجه أساسية حيث يجب أن يتم تطهيرها جيدا وفي وقت مناسب وقد تم بناء أول جهاز تعقيم بواسطة ميدرير في جامعة بون / ألمانيا عام 1976.

## المخاطر
- نقل المنظار للعدوى.
- ثقب الأعضاء التي يتم فحصها.
- الإفراط في التخدير المستخدم.

## ما بعد المنظار
بعد استخدام المنظار يجب وضع المريض تحت الملاحظة من قبل أشخاص مؤهلين جيدا حتى يزول تأثير الأدوية المستخدمة. أحيانا ينتج عن استخدام المنظار التهاب في الحلق ولكنه يستجيب عادة للغرغرة بمحلول الملح أو شاى البابونج. من الممكن أن يستمر هذا الالتهاب لعدة أسابيع أو لا يحدث من الأساس. قد يسبب شعور بالانتفاخ وذلك بسبب الغاز المستخدم أثناء استخدام المنظار. كل هذه المشاكل تعد خفيفة وعابرة. عندما يشفي المريض تماما، يجب إعطاءه تعليمات عن التوقيت المناسب لأستئناف نظامه الغذائي المعتاد (و ربما يكون ذلك في غضون ساعات قليلة)، ويتم السماح لهم بالعودة إلى المنزل. بسبب استخدام التخدير، تفضل العديد من المراكز الطبية أن يعود المريض إلى المنزل بصحبة شخص آخر وليس من تلقاء نفسه وكذلك يجب ألا يستخدم أي ماكينات آليه أو قيادة سيارات باقي اليوم.

## آخر التطورات في المناظير
المنظار الكبسولة.
مع تطبيق الأنظمة الآلية، ظهرت الجراحة عن بعد حيث يستطيع الجراح أن يجرى جراحة لمريض وكل منهما في موقع مختلف. أطلق على أول عملية أجريت عن بعد (عملية ليندبرج).